# Madolenihm Municipality
Madolenihm Municipality är en kommun i Mikronesiska federationen.   Den ligger i delstaten Pohnpei, i den östra delen av landet, 18 km öster om huvudstaden Palikir. Antalet invånare är 5 420.